# 复仇者无人驾驶战斗机
MQ-20复仇者（Avenger）是由美国通用原子公司（General Atomics）研制的具备隐身能力的喷气推进式远程无人驾驶战斗机 (UCAV)。它是在MQ-9 收割者无人战机的基础上，应美军未来空战需求而后续开发的新机型。其初始代号为 － 捕食者C型（Predator C），即：MQ-1捕食者（Predator）系列无人机的第三个发展型号。
通用原子公司最初提出这个项目旨在回应美军大幅增加的无人机作战需求。该机的武器舱可以运载500磅级炸弹，包括采用GBU－38型制导炸弹制导组件和激光制导组件，武器舱约10英尺长。武器舱门也可以去掉而安装一个半埋式的广域監視吊艙。复仇者可以运载达3000磅的武器和传感器，在非隐身任务中该机可以在机身和机翼下附加武器和设备。一具附加燃料箱可以安装在武器舱上，从而使飞行时间增加2个小时。该机的电力需求在初期不会超过45千伏安。一个广域监视传感器系统可以包括一套主动式相控阵雷达（AESA）。但是美国空军还没有决定该机配备的广域监视系统（可能会是一种专用侦察型复仇者），一种伸缩型传感器可能也将安装在该机上。该机采用V型尾翼，背部进气，发动机推力约4800磅。通用原子公司内部透露该机在试验中的速度相当高，该机也有着减少红外的设计（如：S型进气道），其任务飞行高度通常在6万英尺。复仇者翼展有66英尺（17度后掠）。该机的雷达安装思路可能与F－22A和F－35类似。该机可能也安装对KU波段透波的卫星通信天线罩。为适应美国海军航母舰载飞机的搭载要求，复仇者无人机将会采用折叠外翼。
相较于通用原子公司开发的前两型号的捕食者系列无人机，活塞发动机的MQ－1捕食者A型有着很长的持续飞行和武器发射能力；涡轮螺旋桨的MQ－9捕食者B型大大提升了武器携带能力、速度和执行任务的高度；而使用內外函噴射發動機的捕食者C型，现在则进一步提高了速度、隐身生存能力、战术反应能力和任务灵活性。
复仇者的原型机于2009年4月进行了首次试飞。

## 规格
- 引擎: Pratt & Whitney Canada PW545B, 4500 磅 推力
- 长度: 41 英尺 (12.50 米)
- 翼展: 66 英尺 (20.12 米)
- 载荷: 3,000 磅 (1,360.78 千克)
- 航速: 400+ 节 (740+ 公里/小时)
- 最大升限: 60,000 英尺 (18,288 米)
- 续航时间: 20 小时